# Syluan (Čornej)
Syluan (světským jménem: Aurel Stepanovyč Čornej; * 5. září 1980, Ostrycja) je ukrajinský duchovní Ukrajinské pravoslavné církve Moskevského patriarchátu, biskup hercajivský a vikář černovické eparchie.

## Život
Narodil se 5. září 1980 ve vesnici Ostrycja Černovické oblasti.
Po střední škole absolvoval povinnou vojenskou službu a roku 1999 byl přijat mezi bratry Bančenského monastýru. Dne 27. října 2000 byl postřižen na monacha se jménem Syluan na počest svatého Siluana Athoského.
Dne 20. ledna 2001 byl metropolitou černovickým a bukovinským Onufrijem (Berezovským) rukopoložen na jerodiákona a 5. června 2008 na jeromonacha. Od 10. května 2010 byl představeným Bančenského monastýru a 24. května 2012 byl povýšen na archimandritu.
Roku 2019 dokončil dálkově Počajivský duchovní seminář.
Dne 17. srpna 2020 jej Svatý synod Ukrajinské pravoslavné církve zvolil biskupem hercajivským a vikářem černovické eparchie. Biskupská chirotonie proběhla 23. srpna v Pantelejmonovském monastýru v Kyjevě. Hlavním světitelem byl metropolita kyjevský a celé Ukrajiny Onufrij (Berezovskyj).